# Tribunal de apelación

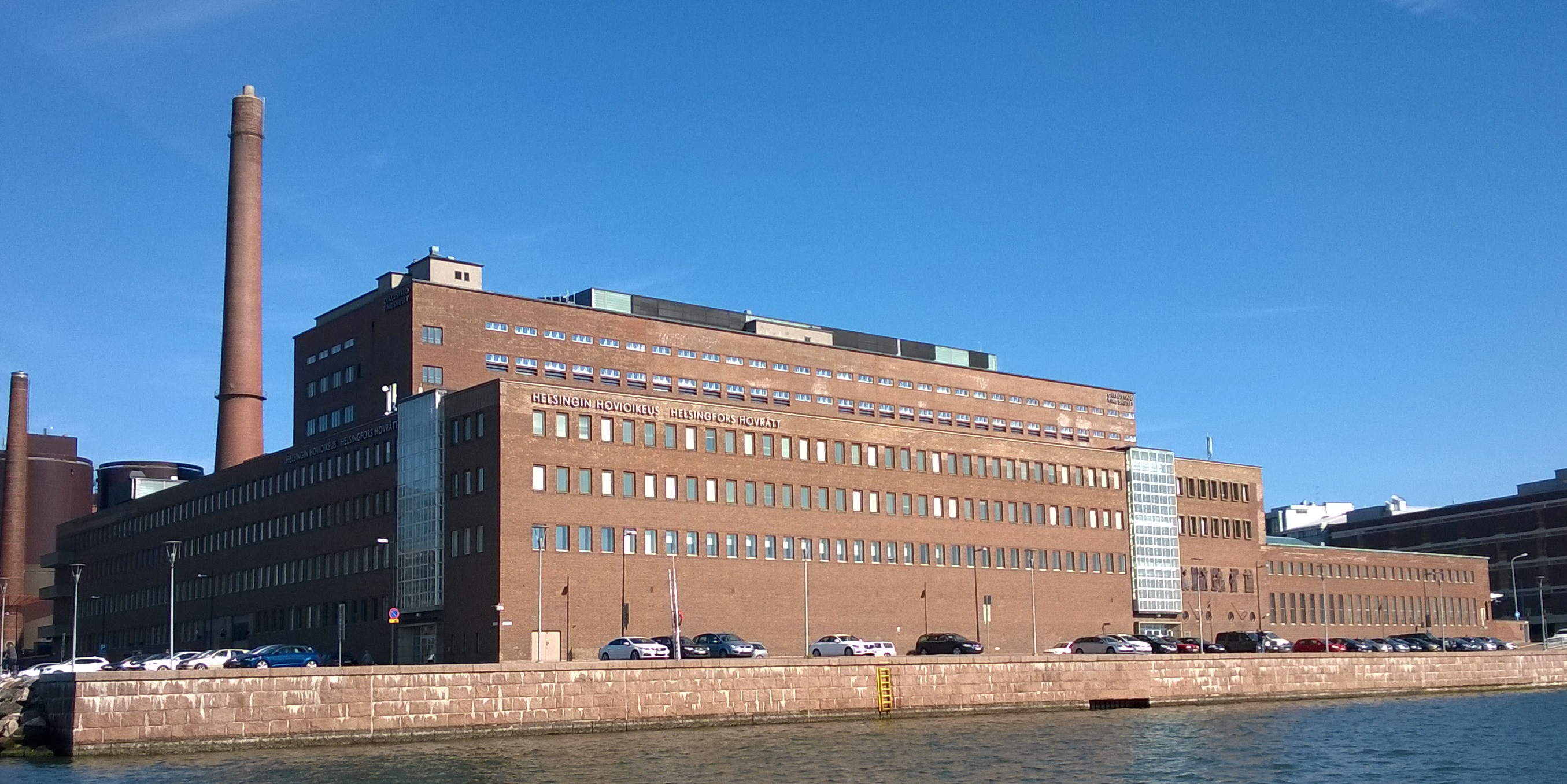
Tribunal de apelacion

Un tribunal de apelación o corte de apelación es un tribunal de justicia que tiene competencia para conocer de los recursos de apelación interpuestos contra las resoluciones judiciales de un tribunal inferior. 
En la mayoría de los ordenamientos jurídicos, los sistemas judiciales están estructurados en dos instancias: una primera instancia asignada a tribunales inferiores o de base (tribunales de primera instancia), que conocen y resuelven los casos, y una segunda correspondiente a tribunales superiores, encargados de conocer las apelaciones contra las sentencias de los primeros, con la finalidad de enmendar conforme a Derecho, en su caso, dichas resoluciones; además, generalmente también contemplan un tribunal o corte suprema encargada de conocer los recursos de casación o nulidad contra las sentencias de los tribunales de apelaciones.

## Tribunales de apelación en Iberoamérica
- Argentina: Cámaras Federales de Apelación (sistema federal)
- Bolivia: Corte Distrital
- Brasil: Tribunal Regional Federal, Tribunal Regional del Trabajo (Tribunal Regional do Trabalho) y Tribunal Regional Electoral (Tribunal Regional Eleitoral) (sistema federal); Tribunal de Justicia (Tribunal de justiça) (sistema estatal)
- Chile: Corte de Apelaciones, Corte Marcial y Corte Naval.
- Colombia: Tribunal Superior de Distrito Judicial
- Ecuador: Corte Provincial
- Estados Unidos: Corte de Apelaciones (Court of appeals) (sistema federal)
- Guatemala: Corte de Apelaciones de Guatemala
- Honduras: Corte de Apelaciones
- México: Tribunal Unitario de Circuito (sistema federal)
- Nicaragua: Tribunal de Apelación
- Perú: Corte Superior
- República Dominicana:Cortes de Apelaciones
- Uruguay: Tribunal de Apelaciones
- Venezuela: Corte de Apelaciones, Tribunal Superior y Corte Marcial. Hasta 2009 los tribunales de primera instancia en lo civil, también conocían de las apelaciones contra las decisiones dictadas por los juzgados de municipio.

## Tribunales de apelación en Europa
- Unión Europea: Tribunal de Justicia de la Unión Europea; encargada de interpretar el derecho de la UE y aplicarlo. Al ser la legislación europea superior a la nacional, tiene potestad de revocar/anular la sentencia de un tribunal del Estado miembro al cual se está apelando. Pueden recurrir a él toda persona física o jurídica, empresas y tribunales, este último presentando una cuestión prejudicial.
- España: Audiencia Provincial, Tribunal Superior de Justicia, Audiencia Nacional y Tribunal Supremo respecto a las sentencias emitidas por tribunales inferiores, y en el caso de la Audiencia Nacional y Tribunal supremo a través de una sala especial, también contra sentencias emitidas por el propio tribunal. También es necesario tener en cuenta que en el derecho español existe el recurso de casación, que muchas veces cumple el papel de un recurso de apelación al permitir una revisión (limitada) de la sentencia. Cabe recordar que en los casos en que alguna ley o sentencia afecte parcial o totalmente a la legislación europea, el tribunal de última instancia será el Tribunal de Justicia de la Unión Europea (TJUE).
- Portugal: Tribunal de Relación (Tribunal de Relação) y Tribunal Central Administrativo